# Mikłowsa Maria
Mikłowsa Maria (zm. 30 października 1405) – córka wielkiego księcia litewskiego Kiejstuta i jego żony Biruty.

## Życiorys
W 1375 została wydana za mąż za księcia twerskiego Iwana Michajłowicza. Małżeństwo Mikłowsy Marii miało na celu wzmocnienie sojuszu twersko–litewskiego. Z małżeństwa Mikłowsy pochodziło trzech synów: Aleksander, Iwan i Jurij. Księżniczka zmarła pod imieniem zakonnym Marta i została pochowana w cerkwi Świętego Zbawiciela w Twerze. Mąż Mikłowsy ożenił się później z Eudoksją, córką księcia dorohobuskiego Dymitra.